# Pueblo escondido
Un pueblo escondido  (隠れ里, Kakurezato en japonés) hace referencia  a un asentamiento lejano en Japón durante el Período Feudal. Eran comunes por su inaccesibilidad y facilidad de defensa. La tradición sostiene que estos pueblos eran el lugar de residencia de los Ninja. Ejemplos de ubicaciones de estas aldeas se puede encontrar en Kamakura, Kanagawa, cerca del Santuario Sasuke Inari.